# Acrophylla maindroni
Acrophylla maindroni är en insektsart som först beskrevs av Ludwig Redtenbacher 1908.  Acrophylla maindroni ingår i släktet Acrophylla och familjen Phasmatidae. Inga underarter finns listade i Catalogue of Life.